# L'Aigle du désert
Pour plus de détails, voir Fiche technique et Distribution.
L'Aigle du désert (The Desert Hawk) est un film américain réalisé par Frederick de Cordova, sorti en 1950.

## Synopsis
Le forgeron de Bagdad devient justicier et épouse la fille du calife.

## Fiche technique
- Titre : L'Aigle du désert
- Titre original : The Desert Hawk
- Réalisation : Frederick de Cordova
- Scénario : Aubrey Wisberg, Gerald Drayson Adams et Jack Pollexfen
- Production : Leonard Goldstein
- Société de production : Universal Pictures
- Musique : Frank Skinner
- Chorégraphe : Harold Belfer
- Photographie : Russell Metty, assisté de Philip H. Lathrop (cadreur, non crédité)
- Montage : Otto Ludwig et Daniel A. Nathan
- Direction artistique : Bernard Herzbrun et Emrich Nicholson
- Costumes : Bill Thomas
- Pays de production :  États-Unis
- Genre : Aventure
- Format : Couleur (Technicolor) - Mono (Western Electric Recording)
- Durée : 77 minutes
- Dates de sortie : 
  - États-Unis : 5 août 1950
  - Belgique : 29 décembre 1950
  - France : 28 septembre 1951
- Affiche : René Lefèbvre (France)

## Distribution
- Yvonne De Carlo (VF : Françoise Gaudray) : Princesse Shéhérazade
- Richard Greene (VF : Jean Davy) : Omar
- Jackie Gleason (VF : Ulric Guttinguer) : Aladdin
- George Macready (VF : Richard Francœur) : Prince Murad
- Rock Hudson (VF : Gamil Ratib) : Capitaine Ras
- Carl Esmond (VF : Claude Péran) : Kibar
- Joe Besser (VF : Raymond Rognoni) : Prince Sinbad
- Anne P. Kramer (VF : Christine Reygnault) : Yasmin
- Marc Lawrence : Samad
- Lois Andrews (VF : Dominique Ardel) : Maznah
- Frank Puglia (VF : Émile Drain) : Ahmed Bey
- Lucille Barkley : Undine
- Donald Randolph (VF : Abel Jacquin) : Calife
- Ian MacDonald (VF : Serge Nadaud) : Yussef
- Barbara Kelly : La fille du harem

Et, parmi les acteurs non crédités :
- Michael Ansara : Un garde
- Richard Hale (VF : Jean Gournac) : Iman, le premier saint
- Nestor Paiva (VF : Émile Duard) : Abdul
- Robert J. Wilke : Un chamelier